# Eric Willis
Pour les articles homonymes, voir Willis.
Sir Eric Archibald Willis (15 janvier 1922 – 10 mai 1999), est un homme politique libéral qui fut le 34e Premier ministre de Nouvelle-Galles du Sud en Australie du 23 janvier 1976 au 14 mai 1976. 
Il est né à Murwillumbah et était le fils d'Archibald Clarence Willis, un ouvrier dans une laiterie et de Vida Mabel Buttenshaw son épouse. Il obtint son diplôme de Bachelor of Arts avec mention à l'Université de Sydney en 1942. Il fit la Seconde Guerre mondiale en Nouvelle-Guinée et aux Philippines. Il épousa Norma Thompson en 1951 et eut une fille et deux fils.

## Carrière politique
Willis fut député de la circonscription d'Earlwood dans la banlieue de Sydney de 1950 à 1978.  Il fut Ministre délégué au budget et ministre du tourisme de mai 1965 à juin 1972 et Ministre du Travail de 1965 à mars 1971.  De juin 1972 à janvier 1976 il fut Ministre de l'Éducation. Après le départ d'Askin en janvier 1975, Thomas Lewis devint Premier Ministre. En janvier 1976, Willis prit la tête du parti et il devint Premier Ministre pendant quatre mois.
En mai 1976, Willis perdit la majorité au Parlement et fut remplacé par le travailliste Neville Wran, mais il garda la direction du parti libéral jusqu'en 1977. 
Il divorça de sa première femme et épousa Lynn. Il mourut à Sydney,.

## Distinctions
- Compagnon de l'Ordre de Saint-Michel et Saint-Georges (CMG) en 1974[4]
- Chevalier commandeur de l'Ordre de l'Empire britannique (KBE) en 1975[5]